# Trichinella

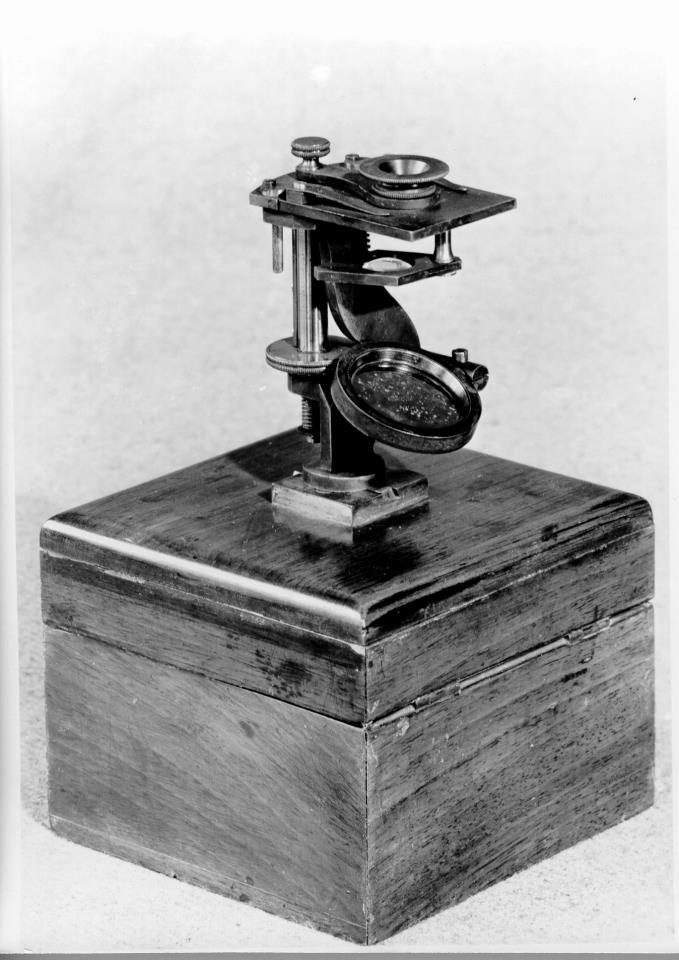
Mikroskop służący do wykrywania nicieni Trichinella z 1847 r.

Trichinella – rodzaj nicieni z rodziny Trichinellidae, będących kosmopolitycznymi pasożytami człowieka oraz zwierząt mięsożernych i wszystkożernych wywołujących włośnicę.
Po raz pierwszy odkrycie pasożyta z rodzaju Trichinella zostało ogłoszone w roku 1832 w Londynie przez profesora Richarda Owena. Faktycznie odkrycia pasożyta dokonał student biologii James Paget, który kilka dni przed wspomnianym ogłoszeniem znalazł przy pomocy mikroskopu larwy w mięśniach przepony pobranych od zmarłego w szpitalu człowieka i podzielił się tą informacją z profesorem Owenem. 

## Gatunki
Obecnie wyróżnia się następujące gatunki nicieni w obrębie tego rodzaju:
- Trichinella britovi
- Trichinella murrelli
- Trichinella nativa
- Trichinella nelsoni
- Trichinella pseudospiralis
- Trichinella spiralis (T. spiralis sensu stricto) – włosień kręty
- Trichinella papue
- Trichinella zimbabwensis[2]

Istnieją również 4 genotypy nieoznaczone: T6, T8, T9 oraz T12.

## Budowa
Są to pasożyty o silnie wydłużonym kształcie ciała i zróżnicowanych wymiarach. Dorosłe samice sięgają 3,0–4,8 mm długości, samce natomiast są mniejsze (1,5–1,6 mm). Larwy mają długość 100–600 µm w zależności od stadium rozwoju oraz gatunku.
Ze względu na zbliżone rozmiary oraz podobną budowę nie jest możliwe rozróżnienie poszczególnych gatunków przy pomocy metod mikroskopowych. Różnicowanie odbywa się przy pomocy techniki PCR.
Charakterystyczną cechą larw nicieni z rodzaju Trichinella jest zdolność otarbiania się w mięśniach żywiciela ostatecznego. Obecnie uważa się, że 3 gatunki nie wytwarzają torebki i występują w mięśniach luźno pomiędzy włóknami mięśniowymi, są to: Trichinella pseudospiralis, Trichinella papue, Trichinella zimbabwensis.

## Środowisko
Nicienie z rodzaju Trichinella występują niemal na całym świecie.
Rezerwuarem pasożyta są głównie zwierzęta dzikie – około 150 gatunków, głównie zwierząt mięsożernych i wszystkożernych.
W Europie wektorem pasożyta są głównie dziki i lisy. Do tej pory w Europie opisano występowanie 4 gatunków: Trichinella spiralis, Trichinella britovi, Trichinella nativa oraz Trichinella pseudospiralis.